# BMW Motorrad
BMW Motorrad is de merknaam die door het Duitse bedrijf BMW wordt gebruikt voor zijn motorfietsen, die hier worden gebouwd sinds 1923. BMW Motorrad vormt een business unit binnen de afdeling Konzern- und Markenentwicklung van BMW. De omzet van BMW Motorrad bedroeg in 2022 ruim 3 miljard euro. Jaarlijks rollen meer dan 200.000 motorfietsen en scooters van de band.

## Voorgeschiedenis
De fabriek Bayerische Motoren Werke GmbH, (later Bayerische Motorenwerke AG, München en BMW Motorrad GmbH, Berlijn) ontstond als Bayerische Flugzeugwerke in 1916 uit de Rapp- en de Gustav Otto-vliegtuigfabrieken. Er werd een inbouw-boxermotor ontwikkeld (de M2B15 “Bayernmotor”) die onder andere geleverd werd aan Victoria, SMW- en Karü. Deze Bayernmotor was ontwikkeld door Martin Stolle, en geïnspireerd op de Britse Douglas die Stolle privé bezat. Het was een dwarsgeplaatste tweecilinderboxermotor.

## Bedrijfsgeschiedenis

### Jaren twintig
BMW bouwde in 1920 een 143cc-tweetakt, de Flink en van 1921 tot 1922 de Helios, waarin de Bayernmotor zat. Allemaal met matig succes. Een van de problemen met de Bayernmotor was de dwarse plaatsing in het frame, waardoor de achterste cilinder minder rijwindkoeling kreeg. In 1923 besloot BMW zich meer op motorfietsen te richten, omdat het Verdrag van Versailles de productie van vliegtuigen verbood. In dat jaar draaide Max Friz de Bayernmotor 90° in het frame en de eerste BMW-motorfiets die het eigen merk mocht voeren was een feit. Dit was de R 32. De motor had globaal dezelfde opbouw zoals die tot op de dag van vandaag door BMW wordt gebruikt: een langsgeplaatste, luchtgekoelde tweecilinderboxermotor met een aandrijfas naar het achterwiel. Toen Franz Bieber al in 1924 Duits kampioen werd met een standaard R 32, besloot BMW de sportieve successen vast te houden door ook kopklepmotoren te ontwikkelen. In de jaren twintig, toen Duitsland nog gebukt ging onder de herstelbetalingen na de Eerste Wereldoorlog, bloeide BMW. Er werden in die periode ca. 27.000 motorfietsen verkocht, ondanks het feit dat BMW's duurder waren dan andere motorfietsen. Vanaf het begin waren de BMW motorfietsen door hun sterke frame geschikt voor zijspangebruik. Er waren contracten met zijspanfabrikanten en zodoende kon men soms ook al het droog gewicht mét zijspan aangeven. Incidenteel werden kleinere (eencilinder) modellen uitgebracht. Opvallend is dat geen enkele eencilinder ooit met een zijklepmotor werd gebouwd, hoewel dit bij de tweecilinders tot aan de Tweede Wereldoorlog wel gebeurde. De eerste eencilinder was de 250cc-R 39 uit 1925. De BMW eencilinders, die volgens hetzelfde principe en dus ook met de (te) zware frames werden gebouwd, werden juist erg duur in verhouding met de concurrentie. De R 39 kende dan ook geen lang bestaan. In 1928 nam BMW de Fahrzeugfabrik Eisenach (FFE) in Eisenach over. Vanaf dat jaar ging BMW “paren” van motorfietsmodellen maken: ongeveer gelijktijdig kwam er een zijklepmotor als toermotorfiets en een kopklepmotor als sportmotor op de markt. De eerste voorbeelden waren de R 42 en R 47 (1928-1929). Dit kon gemakkelijk en goedkoop door het "Baukastensystem", een modulair bouwsysteem waarbij op basis van een bestaand frame en motorblok door min of meer kleine wijzigingen (cilinders, zuigers en cilinderkoppen) een motorfiets met een heel ander karakter kon worden gebouwd. De boxermotoren werden in de inhoudsklassen 500 en 750 cc gebouwd. Vanaf het begin kon elektrische verlichting geleverd worden, maar vanaf 1928 werd deze standaard gemonteerd. Tot 1929 werden buisframes gebruikt, maar vanaf dat jaar waren de dubbele wiegframes als plaatframe uitgevoerd.

#### Modellenoverzicht jaren twintig
| Toermotoren      | Helios    | R 32      | R 42      | R 52      | R 62      | R 11      |
| ---------------- | --------- | --------- | --------- | --------- | --------- | --------- |
| Cilinderinhoud   | 492 cc    | 494 cc    | 494 cc    | 486 cc    | 745 cc    | 745 cc    |
| Periode          | 1921-1922 | 1923-1925 | 1926-1928 | 1928-1929 | 1928-1929 | 1929-1934 |
| Sportmotoren     |           | R 37      | R 47      | R 57      | R 63      | R 16      |
| Cilinderinhoud   |           | 494 cc    | 494 cc    | 494 cc    | 745 cc    | 745 cc    |
| Periode          |           | 1925-1926 | 1926-1928 | 1928-1929 | 1928-1929 | 1929-1934 |
| Eencilinders     | Flink     | R 39      |           |           |           |           |
| Cilinderinhoud   | 147 cc    | 247 cc    |           |           |           |           |
| Periode          | 1920-1922 | 1925-1927 |           |           |           |           |
| Wedstrijdmotoren | WR 750    |           |           |           |           |           |
| Cilinderinhoud   | 745 cc    |           |           |           |           |           |
| Periode          | 1929      |           |           |           |           |           |

### Jaren dertig
De invoering van een nieuwe Duitse wet uit 1928 werd aangegrepen om de 198cc-R 2 op de markt te brengen. Men mocht vanaf die tijd een motorfiets tot 200 cc belastingvrij en zonder rijbewijs besturen. De machine kwam in 1931 op de markt. In 1932 verscheen ook nog een 400cc-eencilinder, de R 4. In 1936 volgde de 300cc-R 3, waarvan echter maar één serie gemaakt werd. De machine miste de voordelen van de R 2 (belasting- en rijbewijsvrij) en het vermogen van de R 4. In 1937 verving de 340cc-R 35 zowel de R 3 als de R 4. De R 2 werd in 1937 opgevolgd door de R 20. In 1938 verscheen de 250cc-R 23 als opvolger van de R 20, omdat de belasting- en rijbewijsvoordelen in dat jaar werden opgeheven. In 1939 kocht het Russische leger via Zweedse tussenpersonen vijf R 71 zijspancombinaties, waarmee de basis werd gelegd voor de Russische Ural en de Oekraïense Dnepr-motorfietsen. De productie van motorfietsen viel vrijwel stil om plaats te maken voor de productie van vliegtuigmotoren. De ontwikkeling van nieuwe modellen (met uitzondering van militaire toepassingen) kwam in heel Europa vrijwel stil te liggen. Daarop was BMW geen uitzondering. Het in 1940 ontwikkelde R 75 Wehrmachtsgespann en de Zündapp KS 750 werden zowel bij BMW als Zündapp geproduceerd. De Wehrmacht bepaalde wie wat produceerde en in welke aantallen.

#### Modellenoverzicht jaren dertig
| Toermotoren      | R 11       | R12        | R 6       | R 61      | R 71      |           |
| ---------------- | ---------- | ---------- | --------- | --------- | --------- | --------- |
| Cilinderinhoud   | 745 cc     | 745 cc     | 594 cc    | 594 cc    | 745 cc    |           |
| Periode          | 1929-1934  | 1934-1941  | 1937      | 1938-1941 | 1938-1941 |           |
| Sportmotoren     | R 16       | R 17       | R 5       | R 51      | R 66      |           |
| Cilinderinhoud   | 745 cc     | 745 cc     | 494 cc    | 494 cc    | 597 cc    |           |
| Periode          | 1929-1934  | 1934-1937  | 1936-1937 | 1938-1941 | 1938-1941 |           |
| Eencilinders     | R 2        | R 4        | R 3       | R 20      | R 35      | R 23      |
| Cilinderinhoud   | 198 cc     | 398 cc     | 305 cc    | 192 cc    | 340 cc    | 247 cc    |
| Periode          | 1931-1936  | 1931-1937  | 1936      | 1937-1938 | 1937-1940 | 1938-1940 |
| Wedstrijdmotoren | RS 500     | WR 500     | R 51 RS   |           |           |           |
| Cilinderinhoud   | 494 cc     | ca. 500 cc | 494 cc    |           |           |           |
| Periode          | 1935-1951  | 1937       | 1939      |           |           |           |
| Prototypen       | R 7        |            |           |           |           |           |
| Cilinderinhoud   | ca. 800 cc |            |           |           |           |           |
| Periode          | 1934       |            |           |           |           |           |

### Jaren veertig
In 1942 verplaatste BMW de productie van motorfietsen deels naar Eisenach, naar de Eisenacher Motoren Werke, die het al in 1928 had overgenomen. Hier werden in elk geval R 75 Wehrmachtsgespanne (18.440 stuks) en R 35’s geproduceerd. EMW produceerde ook deels de Zündapp KS 750 militaire zijspancombinaties. Eisenach kwam na de Tweede Wereldoorlog in de Sovjet-bezettingszone te liggen, waardoor de BMW auto- en motorfietsenproductie voortaan deels in de DDR plaatsvond, maar nu onder de vlag van EMW. De BMW R 35 bleef in productie, en pas in 1950 werd het BMW logo vervangen door dat van EMW. Door de ervaringen opgedaan met de militaire zijspancombinaties kon EMW enkele prototypen ontwikkelen, waarvan tien productiemodellen werden gebouwd door AWO in Suhl. Na de oorlog kreeg West-Duitsland opnieuw beperkingen opgelegd. Waarschijnlijk was dat de oorzaak van de pogingen om zeer lichte motorfietsjes en scooters te gaan maken. In 1948 werden proeven genomen met een 100cc-tweecilindertweetaktboxermotor, de R 10. In dat jaar kwamen ook de eerste 250cc-eencilinders weer van de band.

#### Modellenoverzicht jaren veertig
| Toermotoren        | R 12       | R 61      | R 71      |
| ------------------ | ---------- | --------- | --------- |
| Cilinderinhoud     | 745 cc     | 594 cc    | 745 cc    |
| Periode            | 1934-1941  | 1938-1941 | 1938-1941 |
| Sportmotoren       |            | R 51      | R 66      |
| Cilinderinhoud     |            | 494 cc    | 597 cc    |
| Periode            |            | 1938-1941 | 1938-1941 |
| Eencilinders       | R 35       | R23       | R 24      |
| Cilinderinhoud     | 340 cc     | 247 cc    | 247 cc    |
| Periode            | 1937-1940  | 1938-1940 | 1948-1950 |
| Wedstrijdmotoren   | RS 500     |           |           |
| Cilinderinhoud     | 494 cc     |           |           |
| Periode            | 1935-1951  |           |           |
| Militaire modellen | R 75       |           |           |
| Cilinderinhoud     | 745 cc     |           |           |
| Periode            | 1941-1944  |           |           |
| Prototypen         | R 10       |           |           |
| Cilinderinhoud     | ca. 100 cc |           |           |
| Periode            | 1948       |           |           |

### Jaren vijftig
In 1950 werden er weer tweecilinders geproduceerd. Het systeem met de “gekoppelde” toer- en sportmodellen werd losgelaten, want er werden geen zijklepmotoren meer gebruikt. Incidenteel zouden nog wel sportieve modellen worden gemaakt, zoals de R 68 (1952) en de R 69 (1955). Toch moest het “sportieve” element van BMW’s met een korreltje zout genomen worden. Ze konden qua prestaties en uitstraling niet in de schaduw staan van de Britse één- en tweecilinders. Daar moest BMW het ook niet van hebben. BMW kreeg vanaf de jaren vijftig het imago van “degelijk”, “betrouwbaar” en “waardevast”. Voor liefhebbers van vlottere motorfietsen gold het merk echter als “oubollig”. Met de introductie van de 35 pk sterke R 68 in 1952 deed BMW een poging een snelle motorfiets neer te zetten, maar het rijwielgedeelte was niet opgewassen tegen zo veel vermogen. Twee in 1953/1954 ontwikkelde scooters kregen ook de naam R 10, net als de lichte motorfiets uit 1948. Beide haalden echter het productiestadium niet. In 1955 besloot men bij BMW zowel de voor- als de achterkant van de motorfietsen te verbeteren. De telescoopvork werd vervangen door een Earles schommelvoorvork en de plunjervering door een gewone achtervork met twee veer/dempereenheden. Dat zorgde voor een beter weggedrag, maar had ook nadelen: de schommelvork was eigenlijk ouderwets en stuurde bovendien zwaar, omdat er een flink gewicht heen en weer gezwaaid moest worden. De R 69 en R 69 S (1960) waren motorisch sterk genoeg, met een goed werkend rijwielgedeelte, maar hun uiterlijk was nog dat van rond de oorlog. Gedurende de hele jaren vijftig en -zestig had elke BMW motorfiets kogelkoppelingen voor de montage van een zijspan. Dat was niet alleen handig voor kopers die inderdaad een zijspan wilden monteren, het was ook een geruststelling voor de solo-rijders: Dit frame is sterk genoeg om een zijspan te trekken. "Nieuwe" modellen volgden elkaar weliswaar in een hoog tempo op, maar de wijzigingen ten opzichte van de voorgaande modellen waren slechts minimaal. Dat betekende ook dat onderdelen van BMW's moeiteloos op tien jaar jongere machines gemonteerd konden worden.

#### Modellenoverzicht jaren vijftig
| Toermotoren      | R 51/2        | R 51/3        | R 67      | R 67/2        | R 50         | R 60      | R67/3     |
| ---------------- | ------------- | ------------- | --------- | ------------- | ------------ | --------- | --------- |
| Cilinderinhoud   | 494 cc        | 494 cc        | 594 cc    | 594 cc        | 494 cc       | 594 cc    | 594 cc    |
| Periode          | 1950-1951     | 1951-1954     | 1951      | 1951-1954     | 1955-1960    | 1955-1960 | 1955-1960 |
| Sportmotoren     |               |               | R 68      |               |              | R 69      |           |
| Cilinderinhoud   |               |               | 594 cc    |               |              | 594 cc    |           |
| Periode          |               |               | 1951-1956 |               |              | 1955-1960 |           |
| Eencilinders     | R 24          | R 25          | R 25/2    | R 25/3        | R 26         |           |           |
| Cilinderinhoud   | 247 cc        | 247 cc        | 247 cc    | 247 cc        | 247 cc       |           |           |
| Periode          | 1948-1950     | 1950-1951     | 1951-1953 | 1953-1956     | 1955-1960    |           |           |
| Wedstrijdmotoren | RS 500        | RS 53         | RS 54     | 500cc-zijspan | 500 injectie |           |           |
| Cilinderinhoud   | 494 cc        | 492,7 cc      | 492,7 cc  | 492,7 cc      | 492,7 cc     |           |           |
| Periode          | 1935-1951     | 1953          | 1954      | 1954-1974     | 1955-1956    |           |           |
| Prototypen       | R 10 Roller 1 | R 10 Roller 2 |           |               |              |           |           |
| Cilinderinhoud   | 175 cc        | 200 cc        |           |               |              |           |           |
| Periode          | 1953          | 1954          |           |               |              |           |           |

### Jaren zestig
In de jaren zestig vond er heel weinig ontwikkeling plaats. Er werden vier modellen geïntroduceerd (de R 50/2, de R 50 S, de R 60/2 en de R 69 S), die het hele decennium in productie bleven. BMW concentreerde zich in de jaren zestig op de productie van auto's en twijfelde zelfs aan het verdere nut van de productie van motorfietsen. De motorfietsproductie verhuisde in november 1966 naar een fabriek in Berlin-Spandau. In 1967 werd de productie zelfs stilgelegd en alle sportactiviteiten werden gestaakt. Pas met de geheel vernieuwde /5-serie uit 1969 kwam er een kentering, ook in de verkoopcijfers. Dit waren in elk geval veel vlotter gelijnde modellen. Alle modellen die in 1969 op de markt kwamen droegen de typeaanduiding /5. Bovendien zou vanaf dit moment de cilinderinhoud af te leiden zijn van de typenaam. Zo kwam er de 500cc-R 50/5, de 600cc-R 60/5 en de 750cc-R 75/5. Ontwerptechnisch was de serie een sprong vooruit. De motorfietsen waren dan ook helemaal nieuw ontwikkeld. Er was volop gebruikgemaakt van chroom en kleur, de frames hadden duidelijke kenmerken van het Norton Featherbed frame, met een aangebout achterframe, maar voortaan zonder de kogels voor de zijspanbevestiging. De uitlaten waren licht omhooggebogen en droegen zo bij aan het moderne uiterlijk. De zweefzadels waren voorgoed afgezworen. De krukas draaide voortaan in glijlagers, evenals de drijfstangen. Een heel belangrijke wijziging was de verplaatsing van de nokkenas. Doordat die nu onder de krukas lag, konden de stoterstangen naar de onderkant van de cilinders verhuizen. Die cilinders kwamen daardoor hoger te zitten, waardoor er meer grondspeling ontstond en de hellingshoek in bochten groter werd. Bovendien kwam het zwaartepunt van de motor lager te liggen. De 6 volt elektrische installatie was vervangen door 12 V. Alle modellen hadden een startmotor, hoewel ook nog een kickstarter was gemonteerd. Dankzij de verbeterde stuureigenschappen kon met name het topmodel R 75/5 meekomen met sterkere concurrenten zoals bijvoorbeeld de Honda CB 750 Four. Die leverde weliswaar 67 pk (de R 75/5 “slechts” 50), maar was ook 40 kg zwaarder dan de R 75/5. Bovendien waren de machines zo mogelijk nog degelijker en betrouwbaarder dan hun voorgangers. Dit was uiteraard bij de presentatie in 1969 nog niet bekend, maar is inmiddels duidelijk gebleken. Ook uiterlijk zag het motorblok er moderner uit. Met name de luchtfilterkast die helemaal geïntegreerd was in het motorblok, in tegenstelling tot de eerder toegepaste losse luchtfilterhuizen op de versnellingsbak. Er werden vóór duplextrommelremmen en achter simplexremmen toegepast. Heel modern waren de H-4 halogeenlampen. De brandstoftank was in drie versies leverbaar: 24 liter, 17 liter en een 17 liter exemplaar met verchroomde flanken (de "Toaster tank"), dat eigenlijk alleen voor de export naar de Verenigde Staten bedoeld was en alleen in 1972 en 1973 geproduceerd werd. Alle krukassen maakten slagen van 70,6 mm, waardoor verschillen in cilinderinhoud alleen door wisselende boringen verkregen werden. Hier zou BMW bij de luchtgekoelde boxers aan vasthouden tot in 1995, toen de R 100 R Mystic uit productie ging. De /5 serie kwam waarschijnlijk net op tijd op de markt. De Vollschwingen BMW's hadden het merk door de moeilijke tijden in de jaren vijftig gesleept, maar waren absoluut niet meer geschikt om de opkomende markt in de jaren zeventig te bedienen.

#### Modellenoverzicht jaren zestig
| Toermotoren      | R67/3         | R 50/2    | R 60/2    | R 50 US   |
| ---------------- | ------------- | --------- | --------- | --------- |
| Cilinderinhoud   | 594 cc        | 494 cc    | 594 cc    | 494 cc    |
| Periode          | 1955-1960     | 1960-1969 | 1960-1969 | 1968-1969 |
| Sportmotoren     | R 69          | R 50 S    | R 69 S    | R 69 US   |
| Cilinderinhoud   | 594 cc        | 494 cc    | 594 cc    | 594 cc    |
| Periode          | 1955-1960     | 1960-1962 | 1960-1969 | 1968-1969 |
| /5-serie         | R 50/5        | R 60/5    | R 75/5    |           |
| Cilinderinhoud   | 498 cc        | 599 cc    | 749 cc    |           |
| Periode          | 1969-1973     | 1969-1973 | 1969-1973 |           |
| Eencilinders     | R 26          | R 27      |           |           |
| Cilinderinhoud   | 247 cc        | 247 cc    |           |           |
| Periode          | 1955-1960     | 1960-1966 |           |           |
| Wedstrijdmotoren | 500cc-zijspan |           |           |           |
| Cilinderinhoud   | 492,7 cc      |           |           |           |
| Periode          | 1954-1974     |           |           |           |

### Jaren zeventig
Rond 1970 waren met name de Japanse fabrikanten op de markt gekomen met zware, snelle machines. BMW besloot in de /6-serie de R 50/5 niet meer te vervangen, maar het programma "in de hoogte" uit te breiden met de R 90/6 en de R 90 S. Men ging meer aandacht besteden aan het uiterlijk van de motorfietsen. Hans A. Muth ontwierp de R 90 S. Dat model sloeg goed aan, vooral vanwege de kleurcombinaties die waren gebruikt. De R 90 S is inmiddels een duur verzamelobject geworden. In deze serie werden ook voor het eerst schijfremmen toegepast. De /7-serie sloeg in 1976 in als een bom. Dat lag eigenlijk aan slechts één model: de R 100 RS, de eerste motorfiets die vanaf de fabriek al van een stroomlijnkuip was voorzien. Deze was bovendien in de windtunnel ontwikkeld en voorzien van allerlei zeer moderne snufjes, zoals een kwartsklokje en zelfs een controlelampje om te waarschuwen voor versleten remblokken. Het was een sportief toermodel, dat in 1978 een meer toeristisch broertje kreeg in de vorm van de R 100 RT. In 1977 werd de serie uitgebreid met 800cc-modellen en in 1978 werden voor jongere rijders ook twee "lichte" fietsjes toegevoegd: de R 45 en R 65. Wanneer de /7-serie eindigde is moeilijk aan te geven. Van lieverlee verdween de aanduiding /7, en na de komst van de K 100-serie eind 1983 werd de productie snel afgebouwd.

#### Modellenoverzicht jaren zeventig
| /5-serie         | R 50/5        | R 60/5    | R 75/5    |           |           |           |           |           |                 |
| ---------------- | ------------- | --------- | --------- | --------- | --------- | --------- | --------- | --------- | --------------- |
| Cilinderinhoud   | 498 cc        | 599 cc    | 749 cc    |           |           |           |           |           |                 |
| Periode          | 1969-1973     | 1969-1973 | 1969-1973 |           |           |           |           |           |                 |
| /6-serie         | R 60/6        | R 75/6    | R 90/6    | R 90 S    |           |           |           |           |                 |
| Cilinderinhoud   | 599 cc        | 749 cc    | 898 cc    | 898 cc    |           |           |           |           |                 |
| Periode          | 1973-1976     | 1973-1976 | 1973-1976 | 1973-1976 |           |           |           |           |                 |
| /7-serie         | R 60/7        | R 75/7    | R 100/7   | R 100 S   | R 100 RS  | R 80/7    | R 100 T   | R 100 RT  | R 100 S Airline |
| Cilinderinhoud   | 599 cc        | 749 cc    | 980 cc    | 980 cc    | 980 cc    | 797,5 cc  | 980 cc    | 980 cc    | 980 cc          |
| Periode          | 1976-1982     | 1976-1979 | 1976-1980 | 1976-1980 | 1976-1984 | 1977-1984 | 1978-1980 | 1978-1984 | 1979-1980       |
| R 45/R 65        | R 45          | R 65      | R 65 RT   |           |           |           |           |           |                 |
| Cilinderinhoud   | 473,4 cc      | 649,6 cc  | 649,6 cc  |           |           |           |           |           |                 |
| Periode          | 1978-1985     | 1978-1985 | 1978-1985 |           |           |           |           |           |                 |
| Wedstrijdmotoren | 500cc-zijspan | GS 800    |           |           |           |           |           |           |                 |
| Cilinderinhoud   | 492,7 cc      | 782 cc    |           |           |           |           |           |           |                 |
| Periode          | 1954-1974     | 1978-1980 |           |           |           |           |           |           |                 |

### Jaren tachtig
| De R 80 G/S introduceerde de enkelzijdige (Monolever) achterwielophanging én een succesvolle reeks allroads |
| Met de K 100 viercilinder sloeg BMW een heel nieuwe weg in                                                  |
| K 100 RS |
| BMW K 100 RT (1984)                                                                                         |
| De 1000cc-boxers kwamen vanaf 1986 tijdelijk terug met monovering en wielen uit de K 100-serie              |
| Het futuristische ontwerp van de K1 sloeg niet aan                                                          |
| "nieren" in de radiateur van een BMW K 75                                                                   |

Vanaf 1980 kwamen de allroads op de markt. De R 80 G/S zou aan de basis staan van een lange lijn GS modellen, die uiteindelijk door zou groeien tot de zeer populaire R 1200 GS, die in de jaren nul tot de meest verkochte motorfietsen in Nederland zou horen. De GS serie vloeide voort uit de successen van Duitse rijders in de zware Enduro klassen eind jaren zeventig. Toen de R 80 G/S eenmaal op de wielen stond, sloeg het model direct aan. Bovendien droegen successen in de Dakar-rally ook bij aan de populariteit. De GS-en bleken echter ook zeer goede reismachines te zijn. Ze konden zwaar beladen worden en stuurden, ondanks de semi-terreinbanden, uitstekend. Door de hoge zit waren ze zeer controleerbaar en bovendien waren ze relatief licht geconstrueerd. Ze waren aanvankelijk voorzien van het nieuwe monolever veersysteem, een enkelzijdige achterwielophanging die niet alleen modern oogde, maar ook licht en sterk was en waardoor het achterwiel binnen enkele minuten in- en uitgebouwd kon worden. BMW bedacht er de naam "Reiseenduro" voor en zo worden deze motorfietsen ook gebruikt. Weinig mensen zullen een BMW GS daadwerkelijk als terreinmotor hebben ingezet. Intussen worden alle BMW tweecilinders in een GS versie geleverd. Latere versies werden uitgerust met het Sekundär Luft System om tot schonere uitlaatgassen te komen. De GS-serie plukte uiteraard de vruchten van alle ontwikkelingen, zoals de invoering van paralever, brandstofinjectie en katalysatoren. Dankzij de uitvinding van de kruisspaken konden ze, ondanks de spaakwielen, toch met tubelessbanden rijden. Hans Muth had in 1979 samen met Jan Fellstrom en Hans-Georg Kasten zijn eigen ontwerpstudio "Target Design" opgericht. Target Design tekende de R 65 LS, die veel leek op de Suzuki Katana modellen. Pas in 1983 week men af van de tweecilinderboxermotor, toen de drie- en viercilinder K-modellen werden geïntroduceerd met de BMW K 100-serie en de K 75-serie. Bij deze modellen lag de krukas net als bij de boxermotoren in de lengterichting. Dankzij dubbele bovenliggende nokkenassen, brandstofinjectie en geheel nieuwe frames konden deze modellen veel beter concurreren met andere merken en bovendien aan de strenger wordende milieu eisen voldoen. BMW was voornemens boxermotoren uitsluitend nog in de GS modellen te leveren. De K 100- en K 75-serie konden immers zowel sportief als toeristisch ingestelde klanten bedienen, zowel in de middenklasse als in de zware klasse. Maar vrijwel meteen na de introductie van de K modellen kwamen er klachten van klanten, en later dus ook van dealers en zelfs importeurs. Men wilde de zware boxermodellen terug. Nadat de /7-serie uit productie was gegaan, werden zelfs de nog leverbare R 80 modellen van grotere zuigers en cilinders voorzien, zodat met toch nog 1000cc-BMW's kon kopen. Intussen zat BMW met een dilemma: de klanten vroegen om boxermotoren, maar BMW kon ze binnen de geldende milieunormen niet leveren, zeker niet als ze vermogens moesten leveren die de concurrentie uit Japan het hoofd konden bieden. Daarom deed BMW eigenlijk hetzelfde als zijn klanten: de R 80 blokken en frames, intussen voorzien van monolever achtervering, kregen grotere cilinders en daarmee kon men 1000cc-modellen leveren die iets minder vermogen leverden dan voorheen, maar bijvoorbeeld wel geschikt waren voor het gebruik van loodvrije benzine. Zodoende werden vanaf 1986 de 800- en 1000cc-boxers, gemoderniseerd en met heel nieuwe motorblokken, weer in productie genomen. Ze waren inmiddels voorzien van het monolever veersysteem en kregen later zelfs paralever. Toen eind 1992 de R 1100's met het nieuwe, lucht/oliegekoelde blok verschenen, viel het doek voorgoed. De K-motoren bleven echter.

#### Modellenoverzicht jaren tachtig
| /7-serie         | R 60/7    | R 100/7         | R 100 S       | R 100 RS      | R 80/7     | R 100 T    | R 100 RT  | R 100 S Airline | R 100     | R 100 CS  | R 80 Greenib | R 80 RT   | R 80 ST   | R 80      | R 80 RT Mono |
| ---------------- | --------- | --------------- | ------------- | ------------- | ---------- | ---------- | --------- | --------------- | --------- | --------- | ------------ | --------- | --------- | --------- | ------------ |
| Cilinderinhoud   | 599 cc    | 980 cc          | 980 cc        | 980 cc        | 797,5 cc   | 980 cc     | 980 cc    | 980 cc          | 980 cc    | 980 cc    | 797,5 cc     | 797,5 cc  | 797,5 cc  | 797,5 cc  | 797,5 cc     |
| Periode          | 1976-1982 | 1976-1980       | 1976-1980     | 1976-1984     | 1977-1984  | 1978-1980  | 1978-1984 | 1979-1980       | 1980-1984 | 1980-1984 | 1981         | 1982-1984 | 1982-1984 | 1984-1992 | 1984-1995    |
| R 45/R 65        | R 45      | R 65            | RT            | LS            | Mono       | RT Mono    | GS        |                 |           |           |              |           |           |           |              |
| Cilinderinhoud   | 473,4 cc  | 649,6 cc        | 649,6 cc      | 649,6 cc      | 649,6 cc   | 649,6 cc   | 649,6 cc  |                 |           |           |              |           |           |           |              |
| Periode          | 1978-1985 | 1978-1985       | 1978-1985     | 1981-1985     | 1985-1993  | 1985-1988  | 1987-1992 |                 |           |           |              |           |           |           |              |
| K 75             | K 75      | C               | S             | T             | RT         |            |           |                 |           |           |              |           |           |           |              |
| Cilinderinhoud   | 740 cc    | 740 cc          | 740 cc        | 740 cc        | 740 cc     |            |           |                 |           |           |              |           |           |           |              |
| Periode          | 1985-1996 | 1985-1990       | 1985-1995     | 1986-1987     | 1989-1995  |            |           |                 |           |           |              |           |           |           |              |
| K 100            | K 100     | RS              | RT            | LT            | RS M-Power | RS Special | K 1       | RS 16 Valve     |           |           |              |           |           |           |              |
| Cilinderinhoud   | 987 cc    | 987 cc          | 987 cc        | 987 cc        | 987 cc     | 987 cc     | 987 cc    | 987 cc          |           |           |              |           |           |           |              |
| Periode          | 1983-1990 | 1984-1989       | 1984-1989     | 1986-1991     | 1986       | 1987       | 1988-1993 | 1989-1992       |           |           |              |           |           |           |              |
| R 80 G/S         | G/S       | G/S Paris-Dakar | GS            |               |            |            |           |                 |           |           |              |           |           |           |              |
| Cilinderinhoud   | 797,5 cc  | 797,5 cc        | 797,5 cc      |               |            |            |           |                 |           |           |              |           |           |           |              |
| Periode          | 1980-1987 | 1984-1987       | 1987-1996     |               |            |            |           |                 |           |           |              |           |           |           |              |
| R 100 GS         | GS        | GS Paris-Dakar  |               |               |            |            |           |                 |           |           |              |           |           |           |              |
| Cilinderinhoud   | 980 cc    | 980 cc          |               |               |            |            |           |                 |           |           |              |           |           |           |              |
| Periode          | 1987-1996 | 1989-1996       |               |               |            |            |           |                 |           |           |              |           |           |           |              |
| R 100 Classic    | RS Mono   | RT Mono         | LT            |               |            |            |           |                 |           |           |              |           |           |           |              |
| Cilinderinhoud   | 980 cc    | 980 cc          | 980 cc        |               |            |            |           |                 |           |           |              |           |           |           |              |
| Periode          | 1986-1992 | 1987-1996       | 1987-1995     |               |            |            |           |                 |           |           |              |           |           |           |              |
| Wedstrijdmotoren | GS 800    | GS 800 R        | GS 980 R 1982 | GS 980 R 1983 | R 1050     |            |           |                 |           |           |              |           |           |           |              |
| Cilinderinhoud   | 782 cc    | 797,5 cc        | 980 cc        | 1011 cc       | 1053 cc    |            |           |                 |           |           |              |           |           |           |              |
| Periode          | 1978-1980 | 1981            | 1982          | 1983          | 1984-1986  |            |           |                 |           |           |              |           |           |           |              |
| Prototypen       | Futuro    | R 80 Troika     | R1            |               |            |            |           |                 |           |           |              |           |           |           |              |
| Cilinderinhoud   | 797,5 cc  | 797,5 cc        | 996 cc        |               |            |            |           |                 |           |           |              |           |           |           |              |
| Periode          | 1980      | 1983            | 1989-1992     |               |            |            |           |                 |           |           |              |           |           |           |              |

### Jaren negentig
Begin jaren negentig ontwikkelde men het Sekundär Luft System, waarmee de uitlaatgassen schoner werden. De verjongde R 100 Classic-serie bood de fabriek voldoende tijd om nieuwe boxermotoren met brandstofinjectie en katalysator te ontwikkelen. In 1991 werd de 1.000.000e BMW motorfiets geproduceerd. In 1992 verscheen een geheel nieuwe boxergeneratie met achtklepsblokken. Ze kregen oliegekoelde cilinderkoppen, waardoor de bijnaam "Oilhead" ontstond. De "oude" boxers heetten vanaf dat moment "Airhead". De nieuwe modellen werden niet ineens uitgebracht, maar een voor één, te beginnen met de R 1100 RS. Had men bij de K-serie al wat vingeroefeningen met modern design gedaan, bij de R 1100-serie leek de nieuwe ontwerper David Robb de vrije hand te hebben gekregen. Dat gold met name voor de R 1100 GS, met zijn "snavel"spatbord en knalgele zadel. Met deze serie verscheen ook de nieuwe voorwielophanging (telelever) ten tonele, maar de hele frameconstructie, of liever het feitelijk ontbreken van een frame, was mogelijk nog sensationeler. Motorblok en versnellingsbak vormden samen het dragende deel, aangevuld met enkele subframes omdat er toch nog wat zaken (telelever, zadel en tank, achterschokdemper) bevestigd moesten worden. Ook motorisch had men het - zij het nog steeds met boxermotoren - over een heel andere boeg gegooid. De onder de krukas geplaatste nokkenas was vervangen door een hulpas, die via kettingen de echte nokkenassen aandreef. Deze zaten in de cilinderkoppen, maar niet boven de kleppen, zodat toch nog kleine stoterstanggetjes en tuimelaars nodig waren. Zeer functioneel waren de toepassing van ABS, katalysatoren, handvatverwarming en verstelbare zadels, waarmee BMW uitermate innovatief bezig was. Mocht de K 100-serie nog geen einde hebben gemaakt aan het behoudende imago van BMW, dan deed de R 1100-serie dat zeker. Al aan het einde van de jaren tachtig besloot BMW om goedkopere motorfietsen te gaan produceren om een jeugdiger publiek te bereiken. In die tijd waren de K 75 modellen de lichtste motorfietsen die het merk te bieden had, en zij waren tamelijk duur. Om de prijs te drukken werd samenwerking gezocht met Aprilia en inbouwmotorfabrikant Rotax. Een bestaande Rotax-eencilindermotor werd door BMW ingenieurs gemodificeerd, maar wel door Rotax geproduceerd. De eerste series (F 650 en F 650 ST) werden bij Aprilia geproduceerd. De latere F 650 GS, GS Dakar en CS (City Scarver) werden in Berlijn geproduceerd. De F 650, die de bijnaam "funduro" mee kreeg, was qua uiterlijk een allroad, maar meer geschikt voor gebruik in de stad. De ST (Strada) was uitsluitend geschikt voor de verharde weg, net als de latere CS. Van een aantal R 1100-modellen werden ook 850cc-versies uitgebracht, die uiterlijk gelijk waren aan de zwaardere modellen, maar de nog leverbare R 80 modellen moesten vervangen. Vooral de viercilinder-, 1000- en 1100cc-modellen met brandstofinjectie zouden moeiteloos meer dan 100 pk kunnen leveren, maar BMW beperkte aanvankelijk het motorvermogen om Europese wetgeving voor te blijven. In 1997 doorbrak men met het "Max 100 pk"-principe met de 130 pk sterke K 1200 RS. De K serie vormde ook een eerste aanzet tot een veel moderner ontwerp van BMW motorfietsen, hoewel daar eigenlijk al met de R 65 LS een voorzichtig stapje in was gemaakt. De Form Follows Function ontwerpfilosofie werd nog lang niet losgelaten, maar bij de K 100 modellen was de functionaliteit al niet meer bepalend voor het uiterlijk van de motorfietsen. Dit bleek bijvoorbeeld uit de "BMW nieren", die in elke BMW-autogrill herkenbaar waren, maar die nu ook de radiateurbekleding van de motorfietsen sierden. Ook de vierkant gevormde uitlaatdempers en de driehoekige dempers van de K 75-serie waren hier voorbeelden van. In 1997 werd in de Verenigde Staten de R 1200 C-serie geïntroduceerd. Met deze cruiser betrad BMW een pad dat men tot dan toe gemeden had. Cruisers en customs van de Japanse concurrentie hadden intussen allemaal een V-twin motorblok gekregen, om de gelijkenis met het "origineel" van Harley-Davidson zo dicht mogelijk te benaderen. BMW gebruikte een grotere versie van de oilhead-boxermotor en bracht de R 1200 C uit, die meteen een hoofdrol speelde in de James Bond-film Tomorrow Never Dies. De machine leek op geen enkele manier op de gangbare cruisers, men had juist zijn best gedaan om de telelever voorvork optisch zo goed mogelijk uit te laten komen, net als de enkelzijdige achterwielophanging, waarbij het paralever-systeem achterwege was gelaten. De R 1200 C werd nog enkele malen opgewaardeerd en er kwam ook een meer toergerichte versie, de R 1200 CL. Er werden in totaal ongeveer 41.000 machines geproduceerd, en in 2004 verdwenen de BMW Cruisers weer van de markt. In 1998 begon BMW met de eencilinders weer deel te nemen aan de Dakar-rally, in de wetenschap dat deelname vanaf 1999 alleen nog zou zijn toegestaan voor eencilinder motorfietsen. Met de F 650 RR won Richard Sainct de rally in 1999 en 2000.

#### Modellenoverzicht jaren negentig
| /7-serie         | R 80      | R 80 RT Mono   |           |                 |              |           |           |         |         |
| ---------------- | --------- | -------------- | --------- | --------------- | ------------ | --------- | --------- | ------- | ------- |
| Cilinderinhoud   | 797,5 cc  | 797,5 cc       |           |                 |              |           |           |         |         |
| Periode          | 1984-1992 | 1984-1995      |           |                 |              |           |           |         |         |
| F 650            | F 650     | ST             |           |                 |              |           |           |         |         |
| Cilinderinhoud   | 652 cc    | 652 cc         |           |                 |              |           |           |         |         |
| Periode          | 1993-2000 | 1996-2000      |           |                 |              |           |           |         |         |
| K 75             | K 75      | C              | S         | RT              | Ultima       | RT Ultima |           |         |         |
| Cilinderinhoud   | 740 cc    | 740 cc         | 740 cc    | 740 cc          | 740 cc       | 740 cc    |           |         |         |
| Periode          | 1985-1996 | 1985-1990      | 1985-1995 | 1989-1995       | 1996         | 1996      |           |         |         |
| K 100            | K 100     | LT             | K 1       | RS 16 Valve     |              |           |           |         |         |
| Cilinderinhoud   | 987 cc    | 987 cc         | 987 cc    | 987 cc          |              |           |           |         |         |
| Periode          | 1983-1990 | 1986-1991      | 1988-1993 | 1989-1992       |              |           |           |         |         |
| K 1100           | LT        | RS             | LT SE     | LT Highline     |              |           |           |         |         |
| Cilinderinhoud   | 1092 cc   | 1092 cc        | 1092 cc   | 1092 cc         |              |           |           |         |         |
| Periode          | 1991-1998 | 1991-1996      | 1993-1994 | 1997            |              |           |           |         |         |
| K 1200 1e serie  | RS        | LT             |           |                 |              |           |           |         |         |
| Cilinderinhoud   | 1171 cc   | 1171 cc        |           |                 |              |           |           |         |         |
| Periode          | 1997-2005 | 1998-2009      |           |                 |              |           |           |         |         |
| R 65             | Mono      | GS             |           |                 |              |           |           |         |         |
| Cilinderinhoud   | 649,6 cc  | 649,6 cc       |           |                 |              |           |           |         |         |
| Periode          | 1985-1993 | 1987-1992      |           |                 |              |           |           |         |         |
| R 80 GS          | R 80 GS   | Basic          | Kalahari  |                 |              |           |           |         |         |
| Cilinderinhoud   | 797,5 cc  | 797,5 cc       | 797,5 cc  |                 |              |           |           |         |         |
| Periode          | 1987-1996 | 1996           | 1997      |                 |              |           |           |         |         |
| R 100 Classic    | RS Mono   | RT Mono        | LT        | Classic         | R            | R 80 R    | Mystic    |         |         |
| Cilinderinhoud   | 980 cc    | 980 cc         | 980 cc    | 980 cc          | 797,5 cc     | 980 cc    | 980 cc    |         |         |
| Periode          | 1986-1992 | 1987-1996      | 1987-1995 | 1990-1991       | 1991-1995    | 1991-1994 | 1993-1995 |         |         |
| R 100 GS         | GS        | GS Paris-Dakar |           |                 |              |           |           |         |         |
| Cilinderinhoud   | 980 cc    | 980 cc         |           |                 |              |           |           |         |         |
| Periode          | 1987-1996 | 1989-1996      |           |                 |              |           |           |         |         |
| R 850            | R         | RT             | GS        | C               | C Avantgarde |           |           |         |         |
| Cilinderinhoud   | 848 cc    | 848 cc         | 848 cc    | 848 cc          | 848 cc       |           |           |         |         |
| Periode          | 1995-2001 | 1998-2001      | 1999-2001 | 1999-2001       | 1999-2001    |           |           |         |         |
| R 1100           | RS        | GS             | R         | RT              | S            | GS "75"   | R "75"    | RT "75" | RS "75" |
| Cilinderinhoud   | 1085 cc   | 1085 cc        | 1085 cc   | 1085 cc         | 1085 cc      | 1085 cc   | 1085 cc   | 1085 cc | 1085 cc |
| Periode          | 1993-2001 | 1994-2001      | 1995-2001 | 1995-2001       | 1998-2006    | 1998      | 1998      | 1998    | 1998    |
| R 1150           | GS        |                |           |                 |              |           |           |         |         |
| Cilinderinhoud   | 1130 cc   |                |           |                 |              |           |           |         |         |
| Periode          | 1999-2004 |                |           |                 |              |           |           |         |         |
| R 1200 C         | R 1200 C  | Avantgarde     |           |                 |              |           |           |         |         |
| Cilinderinhoud   | 1170 cc   | 1170 cc        |           |                 |              |           |           |         |         |
| Periode          | 1997-2002 | 1999-2003      |           |                 |              |           |           |         |         |
| Wedstrijdmotoren | F 650 RR  |                |           |                 |              |           |           |         |         |
| Cilinderinhoud   | 652 cc    |                |           |                 |              |           |           |         |         |
| Periode          | 1999-?    |                |           |                 |              |           |           |         |         |
| Prototypen       | R1        | R 1100         | C1        | R 1200 C Troika |              |           |           |         |         |
| Cilinderinhoud   | 996 cc    | 1085 cc        | 124,9 cc  | 1170 cc         |              |           |           |         |         |
| Periode          | 1989-1992 | 1991           | 1993      | 1997            |              |           |           |         |         |

### Jaren nul
De naam "Urban Mobility Vehicle" dekte de lading van de overdekte scooter BMW C1 volledig. Het voertuig mocht in vrijwel heel Europa zonder helm bestuurd worden en was bedoeld voor automobilisten die de dagelijkse files en het drukke stadsverkeer wilden omzeilen. Er kwamen twee types: de 125 cc en de 200 cc, waarvan ook nog verschillende uitvoeringen bestonden. Wie zijn BMW C1 helemaal wilde aankleden had zelfs een Discman en een GSMhouder aan boord. Desondanks werd het geen succes en de serie verdween in 2003. Rond 2001 werd de boxermotoren opgewaardeerd tot de R 1150-serie, waarbij de uiterlijke verschillen minimaal waren. In die periode verschenen ook de eerste 1200cc-modellen, maar dat waren de zeer afwijkende cruisers van de R 1200 C-serie, die niet erg succesvol werden. De "echte" R 1200-serie, met opvolgers voor de R 1150-serie, verscheen vanaf 2004 met de R 1200 GS. In de jaren 00 zette BMW de drang naar meer motorvermogen door, ook bij de boxermotoren, die bijvoorbeeld de 122 pk sterke R 1200 S en later de "High Performance" HP2-serie kregen. Maar het summum van vermogen kwam met de nieuwe K-serie met dwarsgeplaatste motor. Het eerste model, de K 1200 S uit 2004, perste er al 167 pk uit en vestigde een werelduurrecord. De zeer sterk hellende cilinders zorgden dat het zwaartepunt laag kon blijven, maar er waren ook veel technieken uit de BMW Formule 1 motor overgenomen, waaronder de holle nokkenassen en het speciale smeersysteem. Er kwam een GT versie, maar ook een meer "streetfighter" achtig model, de K 1200 R, die zonder meer "ruig" te noemen was. Met deze nieuwe serie betrad BMW een strijdperk dat het in de jaren dertig verlaten had: de pk-race. In deze periode waren rembekrachtiging, Integral ABS, elektrisch instelbare veersystemen en tractiecontrole deels standaard, deels als optie leverbaar. Het BMW duolever verving op deze serie het telelever systeem. De H(igh) P(erformance) 2 (cilinder) serie kwam in 2005 op de markt met als eerste model de HP2, die ook wel HP2 Enduro wordt genoemd nadat er nog twee modellen op de markt kwamen. Met deze serie motorfietsen liet BMW voor het eerst de Form follows function filosofie helemaal los. In feite waren het drie (een enduromotor, een supermotard en een extreme sportmotor) modellen die behalve "plezier" geen enkele functie hadden. Ze vonden feitelijk in alle drie de categorieën concurrenten die meer geschikt waren. De Enduro paste in geen enkele enduroklasse, de supermotard kon niet in supermotardwedstrijden worden ingezet en de sportmotor was minder sterk en zwaarder dan een aantal andere sportieve twins. De HP2-serie bestond uit peperdure, maar wel exclusieve motorfietsen, die bestemd waren voor liefhebbers. De HP2 Sport was de eerste BMW productie-boxermotor met dubbele bovenliggende nokkenassen en de eerste productiemotor met een quickshift schakelsysteem. Halverwege de jaren 00 waren de BMW modellen in de middenklasse beperkt tot de F 650 CS en de R 850 R Comfort. Echt betaalbaar voor jonge rijders was de R 850 ook niet. Bovendien gaapte er een groot gat tussen de 650 en de zware 1200cc-boxer- en viercilinderseries. Om dat gat te vullen verschenen in eerste instantie twee modellen, de F 800 S en de F 800 ST. Later kwamen daar nog de F 800 GS en de F 650 GS (die ook een 800cc-blok had) bij. De F 800 R naked bike maakte de serie compleet. Na de successen van stuntrijder Chriss Pfeiffer volgde ook nog de F 800 R Chris Pfeiffer Replica. In 2006 produceerde BMW voor het eerst meer dan 100.000 motorfietsen in één jaar. De 100.000e was een R 1200 R. De G 650-serie uit 2007 was na de HP2-serie de tweede keer dat BMW motorfietsen maakte die puur als pleziervoertuig bedoeld waren. De serie bestond uit een supermotard (de Xmoto), een enduro (de Xchallenge) en een allroad (de Xcountry). Uiteraard waren deze veel lichtere modellen meer dan de HP2-serie gericht op jonge, beginnende motorrijders. In 2010 werd de serie aangevuld met de G 650 GS, die in Nederland niet werd geïmporteerd. Intussen bracht BMW zelf een eigen model uit voor het 450cc-endurosegment. Deze motor, met type-aanduiding G 450 X, werd voorgesteld op de EICMA 2007 beurs van Milaan en werd gecommercialiseerd vanaf het voorjaar 2008. Het is niet bekend of Husqvarna enige inbreng heeft gehad bij de ontwikkeling van dit model. Vanaf 2008 werd de K-serie opgewaardeerd met 1300cc-motoren (de K 1300-serie). Vreemd genoeg kwam BMW in 2008, vlak vóór de overname van Husqvarna, met een eigen enduromotor. Het was de eerste stap van BMW in de richting van meer algemene takken van motorsport, na de deelnames in het wereldkampioenschap zijspanraces en de Dakar-rally. De G 450 X was in elke geval géén Husqvarna-kloon, want de machine zat vol vernieuwende ontwikkelingen. Het blok werd later zelfs in de Husqvarna machines gebouwd. In 2009 werd de eerste supersport motor door BMW gelanceerd, de S 1000 RR met meer dan 200 pk en een gewicht van 189 kg. Hiermee werd voor het eerst deelgenomen aan internationale race wedstrijden in de Superbike klasse. Het ABS was een enorm succes geworden. Het was in 1988 geïntroduceerd op de K 100, in 2004 waren er al 500.000 BMW's met ABS gebouwd, en in 2009 kwam het 1.000.000ste exemplaar een K 1300 R, van de band.

#### Modellenoverzicht jaren nul
| C1               | 125        | 125 Executive           | 125 Family Friend | 200                      | 200 Executive            | 200 Family Friend | 125 Williams             | 200 Williams            |            |
| ---------------- | ---------- | ----------------------- | ----------------- | ------------------------ | ------------------------ | ----------------- | ------------------------ | ----------------------- | ---------- |
| Cilinderinhoud   | 124,9 cc   | 124,9 cc                | 124,9 cc          | 176,2 cc                 | 176,2 cc                 | 176,2 cc          | 124,9 cc                 | 176,2 cc                |            |
| Periode          | 2000-2003  | 2000-2003               | 2000-2003         | 2001-2003                | 2001-2003                | 2001-2003         | 2002                     | 2002                    |            |
| F 650            | F 650      | ST                      | GS                | GS Dakar                 | CS (City Scarver)        | CS 80th Ann. LE   |                          |                         |            |
| Cilinderinhoud   | 652 cc     | 652 cc                  | 652 cc            | 652 cc                   | 652 cc                   | 652 cc            |                          |                         |            |
| Periode          | 1993-2000  | 1996-2000               | 2000-2007         | 2000-2007                | 2001-2005                | 2003              |                          |                         |            |
| F 800            | S          | ST                      | Sport Edition     | GS                       | F 650 GS                 | R                 | R Chris Pfeiffer Replica |                         |            |
| Cilinderinhoud   | 798 cc     | 798 cc                  | 798 cc            | 798 cc                   | 798 cc                   | 798 cc            | 798 cc                   |                         |            |
| Periode          | 2006-2010  | 2006-                   | 2007              | 2008-                    | 2008-2012                | 2009-             | 2009                     |                         |            |
| G 450            | X          |                         |                   |                          |                          |                   |                          |                         |            |
| Cilinderinhoud   | 449,5 cc   |                         |                   |                          |                          |                   |                          |                         |            |
| Periode          | 2008-      |                         |                   |                          |                          |                   |                          |                         |            |
| G 650            | Xchallenge | Xcountry                | Xmoto             |                          |                          |                   |                          |                         |            |
| Cilinderinhoud   | 652 cc     | 652 cc                  | 652 cc            |                          |                          |                   |                          |                         |            |
| Periode          | 2008-      | 2008-                   | 2008-             |                          |                          |                   |                          |                         |            |
| HP2              | Enduro     | Megamoto                | Sport             |                          |                          |                   |                          |                         |            |
| Cilinderinhoud   | 1170 cc    | 1170 cc                 | 1170 cc           |                          |                          |                   |                          |                         |            |
| Periode          | 2005-2007  | 2007-                   | 2008-             |                          |                          |                   |                          |                         |            |
| K 1200 1e serie  | RS         | LT                      | GT                | LT 80th Ann. LE          | P                        | LT Edition        |                          |                         |            |
| Cilinderinhoud   | 1171 cc    | 1171 cc                 | 1171 cc           | 1171 cc                  | 1171 cc                  | 1171 cc           |                          |                         |            |
| Periode          | 1997-2005  | 2002-2005               | 1998-2009         | 2003                     | 2005                     | 2009              |                          |                         |            |
| K 1200 2e serie  | S          | R                       | GT                | R Sport                  |                          |                   |                          |                         |            |
| Cilinderinhoud   | 1157 cc    | 1157 cc                 | 1157 cc           | 1157 cc                  |                          |                   |                          |                         |            |
| Periode          | 2005-2008  | 2005-2008               | 2006-2008         | 2007-?                   |                          |                   |                          |                         |            |
| K 1300           | GT         | R                       | S                 |                          |                          |                   |                          |                         |            |
| Cilinderinhoud   | 1293 cc    | 1293 cc                 | 1293 cc           |                          |                          |                   |                          |                         |            |
| Periode          | 2009-2011  | 2009-                   | 2009-             |                          |                          |                   |                          |                         |            |
| R 850            | R          | RT                      | GS                | C                        | C Avantgarde             | RT Edition        | R Comfort                |                         |            |
| Cilinderinhoud   | 848 cc     | 848 cc                  | 848 cc            | 848 cc                   | 848 cc                   | 848 cc            | 848 cc                   |                         |            |
| Periode          | 1995-2001  | 1998-2001               | 1999-2001         | 1999-2001                | 1999-2001                | 2001              | 2004-2006                |                         |            |
| R 1100           | RS         | GS                      | R                 | RT                       | S                        | S Sport Edition   | S BoxerCup Replica       | RS Edition              | RT Edition |
| Cilinderinhoud   | 1085 cc    | 1085 cc                 | 1085 cc           | 1085 cc                  | 1085 cc                  | 1085 cc           | 1085 cc                  | 1085 cc                 | 1085 cc    |
| Periode          | 1993-2001  | 1994-2001               | 1995-2001         | 1995-2001                | 1998-2006                | 2000              | 2002-2004                | 2002                    | 2002       |
| R 1150           | GS         | R                       | RT                | RS                       | GS Adventure             | SM                | R Rockster               | R Rockster 80th Ann. LE |            |
| Cilinderinhoud   | 1130 cc    | 1130 cc                 | 1130 cc           | 1130 cc                  | 1130 cc                  | 1130 cc           | 1130 cc                  | 1130 cc                 |            |
| Periode          | 1999-2004  | 2001-2006               | 2001-2005         | 2001-2005                | 2002-2005                | 2002              | 2002-2005                | 2003                    |            |
| R 1200           | GS         | RT                      | ST                | S                        | GS Adventure             | R                 | S SportBoxer             | GS Explorer             | GS SE      |
| Cilinderinhoud   | 1170 cc    | 1170 cc                 | 1170 cc           | 1170 cc                  | 1170 cc                  | 1170 cc           | 1170 cc                  | 1170 cc                 | 1170 cc    |
| Periode          | 2004-      | 2005-                   | 2005-2007         | 2006-2008                | 2006-                    | 2006-             | 2007                     | 2007                    | 2009       |
| R 1200 C         | R 1200 C   | Avantgarde              | Independent       | CL                       | Classic                  | Montauk           | Montauk LE               |                         |            |
| Cilinderinhoud   | 1170 cc    | 1170 cc                 | 1170 cc           | 1170 cc                  | 1170 cc                  | 1170 cc           | 1170 cc                  |                         |            |
| Periode          | 1997-2002  | 1999-2003               | 2000-2005         | 2002-2005                | 2003-2005                | 2003-2005         | 2004                     |                         |            |
| Wedstrijdmotoren | F 650 RR   | R 1100 S BoxerCup Racer | R 900 RR          | HP2 Sport Enduranceracer | K 1200 R Power Cup Racer | S 1000 RR         |                          |                         |            |
| Cilinderinhoud   | 652 cc     | 1065 cc                 | ca. 900 cc        | 1170 cc                  | 1157 cc                  | 999 cc            |                          |                         |            |
| Periode          | 1999-2000  | 2000-2004               | 2000-?            | 2008-2009                | 2005                     | 2009-             |                          |                         |            |
| Prototypen       | Lo Rider   | C1-E                    | Concept 6         |                          |                          |                   |                          |                         |            |
| Cilinderinhoud   | 1170 cc    | Elektromotor            | 1649 cc           |                          |                          |                   |                          |                         |            |
| Periode          | 2008       | 2009                    | 2009-2010         |                          |                          |                   |                          |                         |            |

### Jaren tien
| S 1000 RR                              |
| F 800 R Chris Pfeiffer Replica         |
| R 1200 GS 30 Years GS Edition          |
| K 1600 GT                              |
| K 1600 GTL                             |
| C 650 GT scooter                       |
| Leon Haslam op Donnington Park in 2012 |
| BMW R 18 in 2020                       |

Toen de straatversie van de S 1000 RR in 2010 op de markt kwam gaf de fabriek een vermogen van 193 pk op, waarmee de machine meteen de sterkste in zijn klasse zou zijn. De Kawasaki ZX-10R leverde "slechts" 188 pk. Maar de BMW gooide er op de vermogensbank liefst 208 pk uit. Ook bij vergelijkende testen door motorbladen gooide de machine hoge ogen, door zijn bruikbaarheid op de openbare weg. De circuittesten waren minder overtuigend. De superbike racer debuteerde verdienstelijk met de coureurs Troy Corser en Rubén Xaus in 2009, maar in de eerste jaren moest men het hoofd buigen voor de meer ervaren concurrenten van Ducati, Yamaha en Suzuki en de eveneens debuterende Aprilia RSV 4. In 2010 werden Corser en Xaus dertiende en zeventiende in het kampioenschap, in 2011 elfde en vijftiende. In 2012 trok men Marco Melandri en Leon Haslam als coureurs aan. Met name Melandri begon vanaf mei van dat jaar wedstrijden te winnen. In mei 2011 werd de 2.000.000ste BMW geproduceerd, een R 1200 GS. In 2011 werden twee 1600cc-zescilinders (de K 1600-serie) op de markt gebracht. Deze serie bestond uit twee modellen: een Serious Touring-machine als opvolger van de K 1300 GT, en een Full Size Touring machine als opvolger van de K 1200 LT Edition. Heel opvallend was het zes-in-één-in-tweesysteem met een geregelde driewegkatalysator. Alle modellen waren voorzien van een Xenon koplamp met "duikcompensatie". Dat betekende dat bij in- en uitveren, duiken van de voorvork en het nemen van oneffenheden de koplamp steeds hetzelfde, van tevoren ingestelde, deel van de weg bescheen. Als optie was bovendien adaptieve bochtenverlichting leverbaar, waarbij de koplamp met behulp van een extra stelmotor ook bij het schuin liggen van de motor de bochten correct verlichtte. De GT was een min of meer "normale" toermotor, maar de GTL was een rechtstreekse aanval op de populaire Honda Goldwing en zeer luxe uitgevoerd. In 2012 verschenen twee scootermodellen, de sportieve C 600 Sport en de meer toeristische C 650 GT. Ondanks de verschillende aanduidingen hadden ze allebei een 650cc-tweecilindermotor.

#### Modellenoverzicht jaren tien
| C 650            | C 600 Sport | C 650 GT  |              |                      |             |                          |           |           |                   |
| ---------------- | ----------- | --------- | ------------ | -------------------- | ----------- | ------------------------ | --------- | --------- | ----------------- |
| Cilinderinhoud   | 647 cc      | 647 cc    |              |                      |             |                          |           |           |                   |
| Periode          | 2012-       | 2012-     |              |                      |             |                          |           |           |                   |
| F 800            | S           | ST        | GS           | F 650 GS             | R           | R Chris Pfeiffer Replica | F 700 GS  | GT        |                   |
| Cilinderinhoud   | 798 cc      | 798 cc    | 798 cc       | 798 cc               | 798 cc      | 798 cc                   | 798 cc    | 798 cc    |                   |
| Periode          | 2006-2010   | 2006-2012 | 2008-        | 2008-2012            | 2009-       | 2009-                    | 2012      | 2013-     |                   |
| G 450            | X           |           |              |                      |             |                          |           |           |                   |
| Cilinderinhoud   | 449,5 cc    |           |              |                      |             |                          |           |           |                   |
| Periode          | 2008-       |           |              |                      |             |                          |           |           |                   |
| G 650            | Xchallenge  | Xcountry  | Xmoto        | GS                   | GS Sertão   |                          |           |           |                   |
| Cilinderinhoud   | 652 cc      | 652 cc    | 652 cc       | 652 cc               | 652 cc      |                          |           |           |                   |
| Periode          | 2008-       | 2008-     | 2008-        | 2011-                | 2012-       |                          |           |           |                   |
| K 1300           | GT          | R         | S            | GT Exclusive Edition | S HP        |                          |           |           |                   |
| Cilinderinhoud   | 1293 cc     | 1293 cc   | 1293 cc      | 1293 cc              | 1293 cc     |                          |           |           |                   |
| Periode          | 2009-2011   | 2009-     | 2009-        | 2011                 | 2012        |                          |           |           |                   |
| K 1600           | GT          | GTL       |              |                      |             |                          |           |           |                   |
| Cilinderinhoud   | 1649 cc     | 1649 cc   |              |                      |             |                          |           |           |                   |
| Periode          | 2011-       | 2011-     |              |                      |             |                          |           |           |                   |
| R 1200           | GS          | RT        | GS Adventure | R                    | GS 30 Years | GS Triple Black          | R Classic | GS Rallye | GS Legend Edition |
| Cilinderinhoud   | 1170 cc     | 1170 cc   | 1170 cc      | 1170 cc              | 1170 cc     | 1170 cc                  | 1170 cc   | 1170 cc   | 1170 cc           |
| Periode          | 2004-       | 2005-     | 2006-        | 2006-                | 2010        | 2011                     | 2011-     | 2012-     | 2012-             |
| S 1000           | RR          | HP4       |              |                      |             |                          |           |           |                   |
| Cilinderinhoud   | 999 cc      | 999 cc    |              |                      |             |                          |           |           |                   |
| Periode          | 2010-       | 2012-     |              |                      |             |                          |           |           |                   |
| Wedstrijdmotoren | S 1000 RR   | G 450 RR  |              |                      |             |                          |           |           |                   |
| Cilinderinhoud   | 999 cc      | 449,5 cc  |              |                      |             |                          |           |           |                   |
| Periode          | 2009-       | 2011-     |              |                      |             |                          |           |           |                   |
| Prototypen       | Concept 6   |           |              |                      |             |                          |           |           |                   |
| Cilinderinhoud   | 1649 cc     |           |              |                      |             |                          |           |           |                   |
| Periode          | 2009-2010   |           |              |                      |             |                          |           |           |                   |

## Trivia

### BMW in de motorsport
- In de jaren twintig was BMW succesvol als het ging om wereldsnelheidsrecords. Ernst Henne reed er 76 bij elkaar, met 500- en 750cc-kopkleppers met en zonder compressor, zoals de WR 750. Als het om "normale" wegraces ging was het echter een ander verhaal. De zware BMW's met hun bladvering vóór konden niet meekomen met de (vooral Britse) concurrentie. Na de Tweede Wereldoorlog waren Duitse merken uitgesloten van internationale sportorganisaties, en toen het wereldkampioenschap wegrace in 1949 begon, racete BMW alleen in Nationale wegraces. Dat gebeurde met de RS 500 met compressor, die nog van vóór de oorlog stamde. Toen BMW mocht toetreden tot de Fédération Internationale de Motocyclisme waren compressoren verboden.
- In de jaren vijftig trachtte BMW sportieve successen te behalen in de 500cc-klasse. In eerste instantie werd dat gedaan met de productieracers RS 53 en RS 54, in 1954 begon men met de ontwikkeling van een 500cc-injectiemotor, die vanaf 1955 op de circuits verscheen. Daar kon BMW niet echt potten breken, maar in de zijspanklasse ging het een stuk beter. Daar haalde men tussen 1954 en 1974 liefst 19 wereldtitels en 20 constructeurstitels.
- Eind jaren zeventig behaalden Duitse rijders enige successen in de zware enduroklassen. Toen daar de R 80 G/S uit voortvloeide, werd deze machine ingezet in de Dakar-rally. Er volgden overwinningen van Hubert Auriol (1981 en 1983) en Gaston Rahier (1984 en 1985). Richard Sainct won de Dakar-rally in 1999 en 2000 met een F 650 RR.
- In 2008 trad BMW toe tot het wereldkampioenschap Enduro met de G 450 X. In 2009 werd een tweede plaats in de constructeurstitel behaald.
- In 2009 trad BMW met een nieuwe, dwarsgeplaatste viercilinder, de S 1000 RR toe tot het WK Superbike.

### Bijzonderheden
BMW-motorfietsen vragen bij verschillende aspecten van de bediening en besturing enige gewenning, doordat de fabriek niet altijd de geplaveide paden volgt. Men kiest oplossingen voor problemen die (vrijwel) uitsluitend door BMW gebruikt worden. Bij testen wordt dit regelmatig als een minpunt ervaren, terwijl BMW-eigenaren hier in de meeste gevallen na enkele duizenden kilometers niets meer van merken:
- Kantelmoment: Alle BMW-motorfietsen van de R-serie (boxermotoren) en de oude K-serie (drie- en viercilinders) kennen een bepaald kantelmoment wanneer er gas gegeven wordt. Door de in de lengterichting geplaatste krukas kantelt het motorblok iets, en daarmee de hele motorfiets. Dit is vooral merkbaar wanneer men stilstaat en met ontkoppelde motor gas geeft. De berijder merkt hier na een korte gewenningsperiode niets meer van.
- Schakelklik: BMW was het eerste merk dat op grote schaal cardanaandrijving toepaste. Er is geen primaire overbrenging toegepast, waardoor de koppeling met de krukassnelheid draait. Inherent hieraan is dat het inschakelen van met name de eerste versnelling met een luide "klik" gepaard gaat. Hoewel dit bij vrijwel alle motorfietsen met cardanaandrijving in meer of mindere mate gebeurt, blijft dit het merk achtervolgen.
- Bediening richtingaanwijzers: BMW gebruikte tot 2009 - in tegenstelling tot andere merken - niet één maar twee richtingaanwijzerschakelaars: linksaf aan het linker handvat, rechtsaf aan het rechter. Ook dit vereiste slechts een korte gewenning. De schakelaars waren zeer groot, zodat ze ook met dikke winterhandschoenen makkelijk te bedienen waren. In 2009 werd - met de komst van de K 1300-serie - dit systeem losgelaten. Volgens de fabriek was dit gedaan omdat er door allerlei moderne systemen, zoals ABS, traction control, elektronische veerafstelling, handvatverwarming etc. geen ruimte meer was voor deze grote knoppen. Mogelijk is het toch ook gebeurd om van het "gezeur" van motorjournalisten af te zijn, die immers op veel verschillende motorfietsen rijden en zodoende niet aan deze richtingaanwijzers konden wennen.
- Voorwielophanging: Bij de meeste modellen gebruikt BMW het telelever- of het duoleversysteem. Beide zijn afwijkende systemen waarbij sturen en veren van elkaar gescheiden zijn. Hoewel andere merken pogingen hebben gedaan ditzelfde te bereiken (met naafbesturing of fuseebesturing) is BMW het enige merk met een werkend systeem. Hierdoor treedt geen of weinig duikeffect op bij het remmen. Met name het duolever systeem krijgt nogal wat kritiek doordat het minder "feedback" geeft bij het remmen.

### Innovaties
- 1934: Eerste hydraulisch gedempte telescoopvork (R 12 en R 17)
- 1960: Eerste hydraulisch gedempte stuurdemper (R 50 S en R 69 S)
- 1976: Eerste stroomlijnkuip af fabriek op een productiemotorfiets (R 100 RS)
- 1977: Eerste eensleutelsysteem op een motorfiets (BMW /7-serie)
- 1983: Eerste ongeregelde katalysator op een motorfiets (K 100)
- 1987: Eerste systeem om cardanreactie tegen te gaan (paralever op de R 80 GS)
- 1987: Eerste toepassing van kruisspaken, waardoor tubelessbanden mogelijk zijn (R 80 GS)
- 1988: Eerste antiblokkeersysteem op een productiemotorfiets (K 100-serie)
- 1991: Eerste elektrisch vertelbare toerruit (K 75-serie en K 1100-serie)
- 1991: Eerste toepassing van een geregelde driewegkatalysator op een motorfiets (K 1100-serie)
- 1993: Eerste succesvolle systeem om voorvering en sturen te scheiden (telelever op de R 1100 RS)
- 1993: Eerste toepassing van een ergonomiepakket (verstelbare stuurhelften, zadel, ruit, rem- en koppelingshendels op de R 1100 RS)
- 1993: Eerste toepassing van handvatverwarming (R 1100 RS)
- 2003: Eerste rembekrachtiging op een motorfiets (EVO-remsysteem op de R 1150-serie))
- 2004: Duolever voorvork (K 1200 S)
- 2005: Eerste toepassing van holle nokkenassen op een motorfiets (K 1200 S)
- 2005: Opklapbaar rempedaal (voor "staand" gebruik in het terrein) (HP2 Enduro)
- 2005: Eerste toepassing van altijd bereikbare ventielen in de velgspaken (K 1200 S)
- 2008: Eerste toepassing van een quickshifter op een productiemotorfiets (HP2 Sport)
- 2009: Eerste toepassing van interferentiekleppen in het uitlaatsysteem (S 1000 RR)
- 2011: Eerste actieve verlichting op een motorfiets (BMW Adaptieve Xenonverlichting) (K 1600-serie)
- 2012: Automatisch geactiveerde handrem bij uitklappen van de jiffy (C 600 Sport en C 650 GT)
- 2012: Eerste variabele (Flex Case) opbergruimte onder het duozadel (C 600 Sport)

### Bijnamen

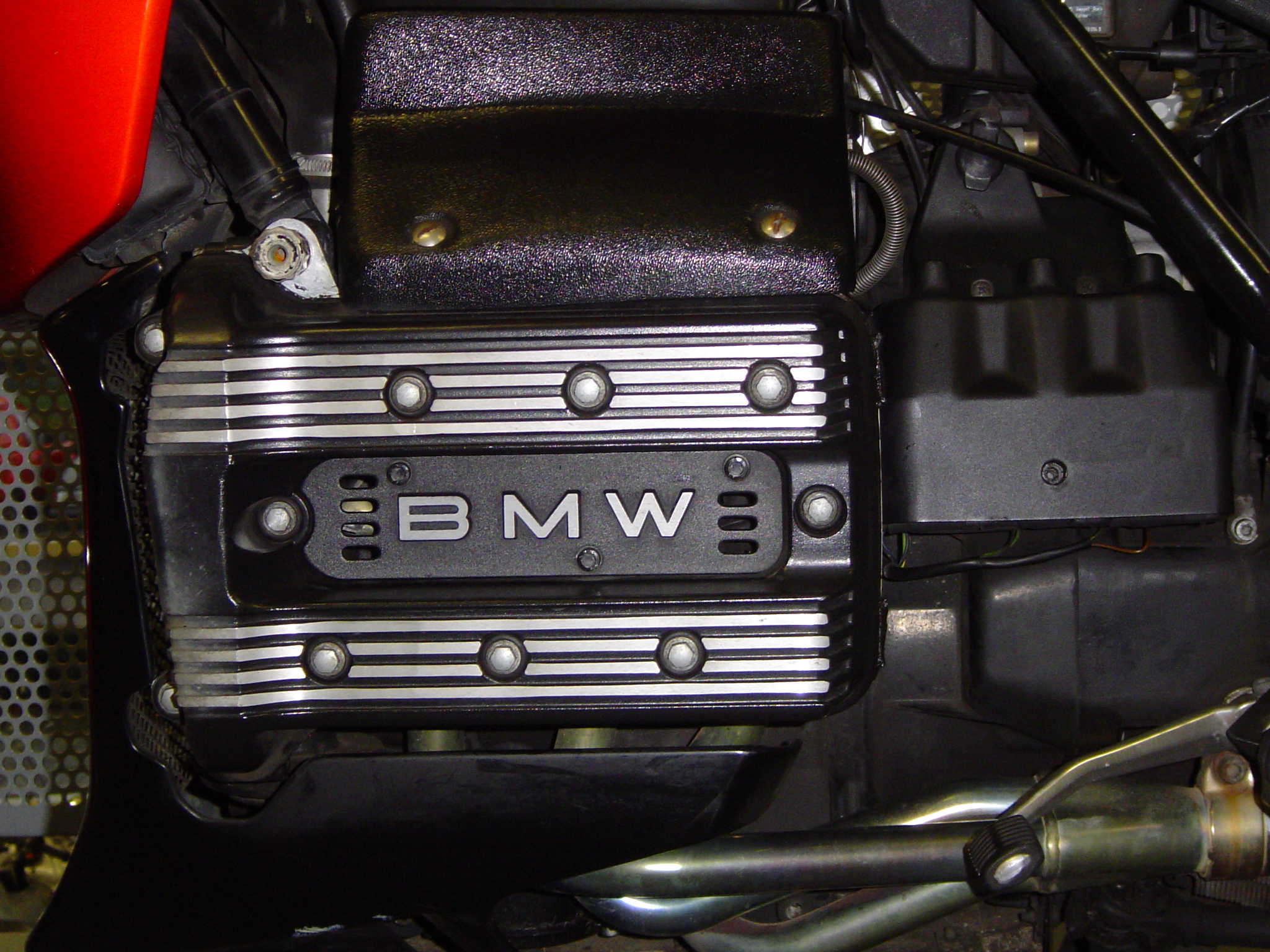
Het hoekige motorblok van de K-modellen zorgde voor de bijnaam Vliegende baksteen
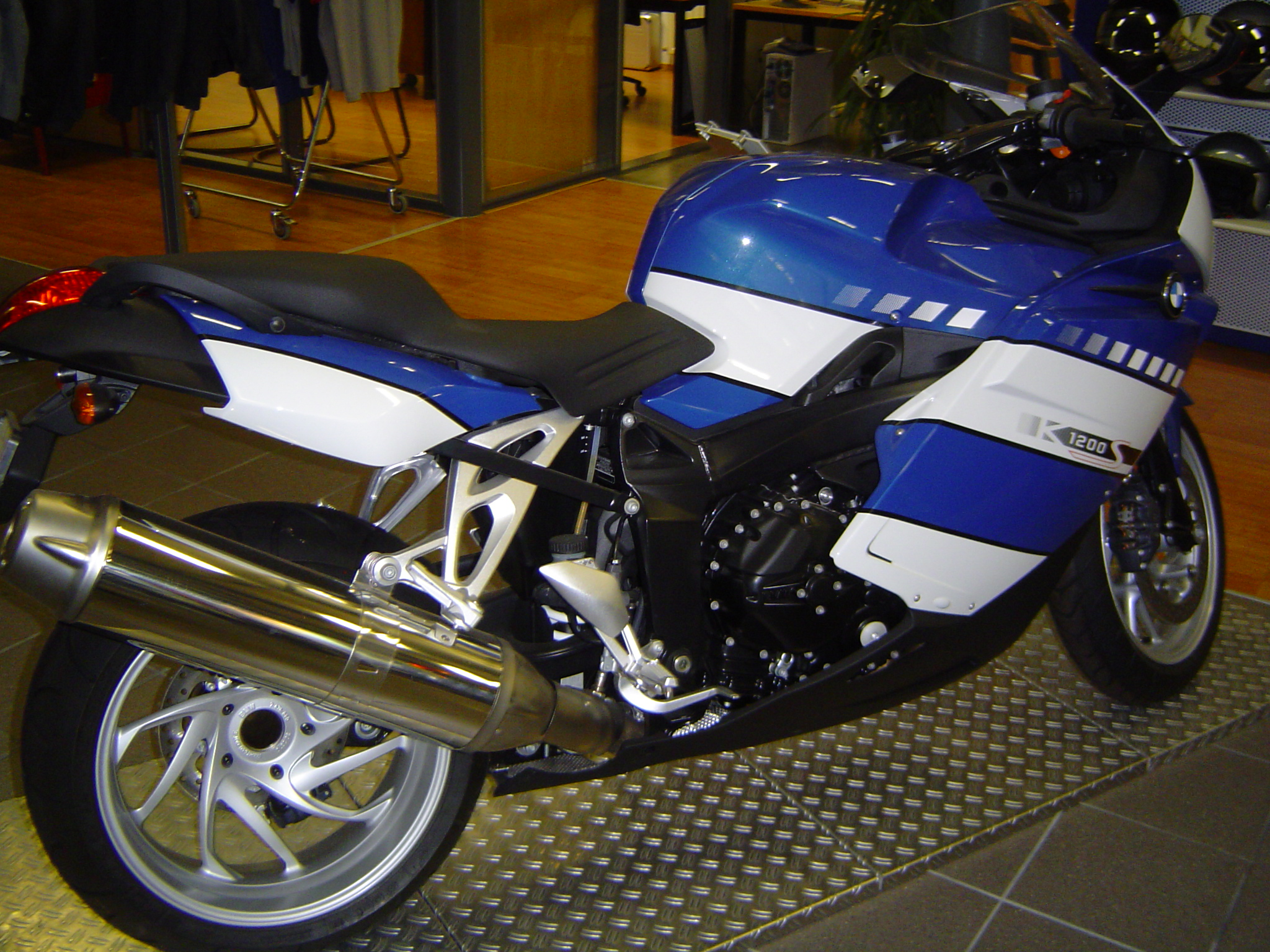
De BMW K 1200 S wordt ook wel Bayerbusa genoemd

- BMW /5-modellen (motorfietsen): Gummikuh (vanwege de lange veerwegen en het feit dat bij accelereren de achterkant omhoog komt)
- BMW boxers t/m de R 100 Classic-serie: Airhead (de motor was volledig luchtgekoeld, de bijnaam ontstond pas na de introductie van de Oilheads)
- BMW boxers vanaf de R 1100-serie: Oilhead (vanwege de oliegekoelde cilinderkoppen)
- BMW K-modellen (motorfietsen): Vliegende baksteen (vanwege het hoekige motorblok)
- BMW K 1200 S (2004): Bayerbusa (een verwijzing naar Bayern en de eveneens zeer snelle Suzuki GSX 1300 R Hayabusa uit 1998)
- BMW racemotoren uit de jaren vijftig: tweebouter (de kleppendeksels waren met twee bouten bevestigd)
- BMW (algemeen): Bavarian Miracle Works, Beamer (GB), Beemer (USA)